# Motifs d'une porosité
Motifs d'une porosité (ou également Motifs de porosité) est une œuvre de l'artiste suisse Carmen Perrin. Créée en 2006, il s'agit d'un mur de briques situé contre la façade de la piscine Pailleron à Paris, en France.

## Description
L'œuvre est une installation. Elle prend la forme d'un mur de briques creuses.
Sur la droite de l'œuvre, un cartel indique le nom de l'œuvre, son matériau, sa date de création, ainsi que son auteur.

## Localisation
L'œuvre occupe une partie de la façade devant l'entrée de la piscine Pailleron, dans le 19e arrondissement de Paris.

## Histoire
L'œuvre est une acquisition du fonds municipal d'art contemporain de la Ville de Paris, dans le cadre du 1 % artistique. Elle est installée en 2006, lors de la réouverture de la piscine Pailleron après travaux.

## Artiste
Carmen Perrin (née en 1953) est une artiste suisse d'origine bolivienne.